# Emetullah Rabia Gülnuş Sultan
Emetullah Rabia Gülnuş Sultan (1642 – 6. listopadu 1715) byla konkubínou osmanského sultána Mehmeda IV. a Valide sultánkou v období vlády svých synů, sultána Mustafy II. a sultána Ahmeda III. Byla poslední konkubína, která byla provdaná za osmanského sultána.

## Život
Rabia Gülnuş se narodila v roce 1642 ve městě Rethymno na Krétě. V té době byla Kréta pod benátskou vládou. Její rodné jméno bylo Evmania Voria a byla dcerou řeckého ortodoxního kněze. Do zajetí se dostala v roce 1645 během osmanské invaze na Krétu.
Osmanská armáda napadla ostrov během krétské války. Během invaze byla jako dvouletá odvedena jako otrokyně do Konstantinopole. Zde byla přejmenována na Mahpare (turecky kousek Měsíce) a byla jí dána turecká a muslimská výchova v harému paláce Topkapi, kde zanedlouho poté padla do oka sultánu Mehmedovi. Ten byl známý především svými loveckými výpravami na Balkáně, na kterých ho Rabia doprovázela jako jeho oblíbenkyně. Spolu měli dva syny a oba se vystřídali na trůnu.
V roce 1695 se stala Valide sultánkou, když nastoupil na trůn její první syn Mustafa II. Ten byl ale v roce 1703 sesazen z trůnu, protože většinu času trávil v Edirne, nikoliv v hlavním paláci v Konstantinopoli a nevěnoval se příliš vládě. Do toho ale Rabia zasáhla a na trůn pomohla svému druhému synu Ahmedu III. Funkci Valide sultan nadále zastávala a byla jí až do smrti.
Po 20 letech ve funkci Valide sultan v roce 1715, Rabia zeřemla v Edirne, během vlády svého syna Ahmeda. Je pohřbena v hrobce otevřené k nebi v blízkosti mešity Yeni Valide, kterou v závěti nakázala postavit v Üsküdaru na anatolské straně Istanbulu.

## Rodina
Emetullah Rabia měla spolu se sultánem Mehmedem IV. tři syny a jednu dceru:
- sultán Mustafa II., vládl v letech 1695–1703
- sultán Ahmed III., vládl v letech 1703–1730
- Şehzade Bayezid (15. prosince – 18. prosince 1678), zemřel tři dny po porodu
- Ümmi Sultan (? – 10. května 1720), s manželem měla 2 děti, sama zemřela na neštovice v mladém věku